# Caloptilia matsumurai
Caloptilia matsumurai är en fjärilsart som beskrevs av Tosio Kumata 1982. Caloptilia matsumurai ingår i släktet Caloptilia och familjen styltmalar. Inga underarter finns listade i Catalogue of Life.